# 柏崎市立博物館
柏崎市立博物館（かしわざきしりつはくぶつかん）は、新潟県柏崎市にある市立の博物館。

## 概要
「米山をとりまく自然と文化 そして創造のまち」をテーマに1986年（昭和61年）7月に開館した。地上2階建ての施設であり、展示室のほかプラネタリウムを備える。1999年（平成11年）に「テーマ展示室」・「自然展示室」がリニューアルされ、2018年（平成30年）には「人文展示室」のリニューアルとプラネタリウムの更新が行われた。

## 交通アクセス
赤坂山公園内に立地し、周辺には国立病院機構新潟病院や木村茶道美術館、松雲山荘が所在する。
- JR信越本線・越後線 柏崎駅北口から西へ徒歩約30分。
  - 同駅南口または北口発のバスも利用可能[3]。「赤坂山公園」で下車し徒歩約2分。